# Leucospis antiqua
Leucospis antiqua är en stekelart som beskrevs av Walker 1862. Leucospis antiqua ingår i släktet Leucospis och familjen Leucospidae. Inga underarter finns listade i Catalogue of Life.